# هینسبورگ
هینسبورگ (به فرانسوی: Hinsbourg) یک کمون در فرانسه با جمعیت ۱۱۸ نفر است که در Canton of La Petite-Pierre واقع شده‌است.